# Kristin Krohn Devold
Kristin Krohn Devold (naît le 12 août 1961 à Ålesund, Norvège) est ministre norvégienne de la Défense de 2001 à 2005. 

## Biographie
Elle est titulaire d'une maîtrise en sciences économiques de la Norwegian School of Economics (Bergen), obtenue en 1985. Elle est diplômée en sociologie de l'université de Bergen en 1986. Elle effectue un troisième cycle au Norwegian National Defense College en 2000.
À l'issue de sa carrière politique, de 2006 à 2013, elle est secrétaire générale de l'Association norvégienne de randonnée. Depuis le 1er septembre 2013, elle est PDG de la Norwegian Hospitality Association (en), organisation qui réunit des opérateurs hôteliers et de loisirs.

## Carrière politique
Au niveau local, Krohn Devold est membre du conseil municipal d'Oslo de 1991 à 1993. 
Elle est élue au Parlement norvégien d'Oslo en 1993 puis réélue à deux reprises en tant que représentante du Parti conservateur. 
De 2001 à 2005, sous le gouvernement Bondevik II, Kristin Krohn Devold est ministre de la Défense. Pendant ce mandat, son siège au Parlement est occupé par Hans Gjeisar Kjæstad. Krohn Devold figure parmi les candidats potentiels au poste de secrétaire générale de l'OTAN pour succéder à George Robertson mais elle perd face à Jaap de Hoop Scheffer,, . 
Un article du journal Dagbladet de novembre 2005 relate sa « nomination controversée » au poste de chef du fellesstaben i Forsvaret. « Cette nomination a lieu avant les élections nationales, provoquant une forte réaction des deux syndicats BFO et Norges Offisersforbund. Ceci parce que la ministre de la défense, Kristin Krohn Devold, est passée outre l'avis du chef de la défense Sverre Diesen qui avait un candidat différent pour ce poste (selon Dagbladet). Cette situation a conduit Krohn Devold à quitter son poste de ministre de la défense ».